# Теорія подібності

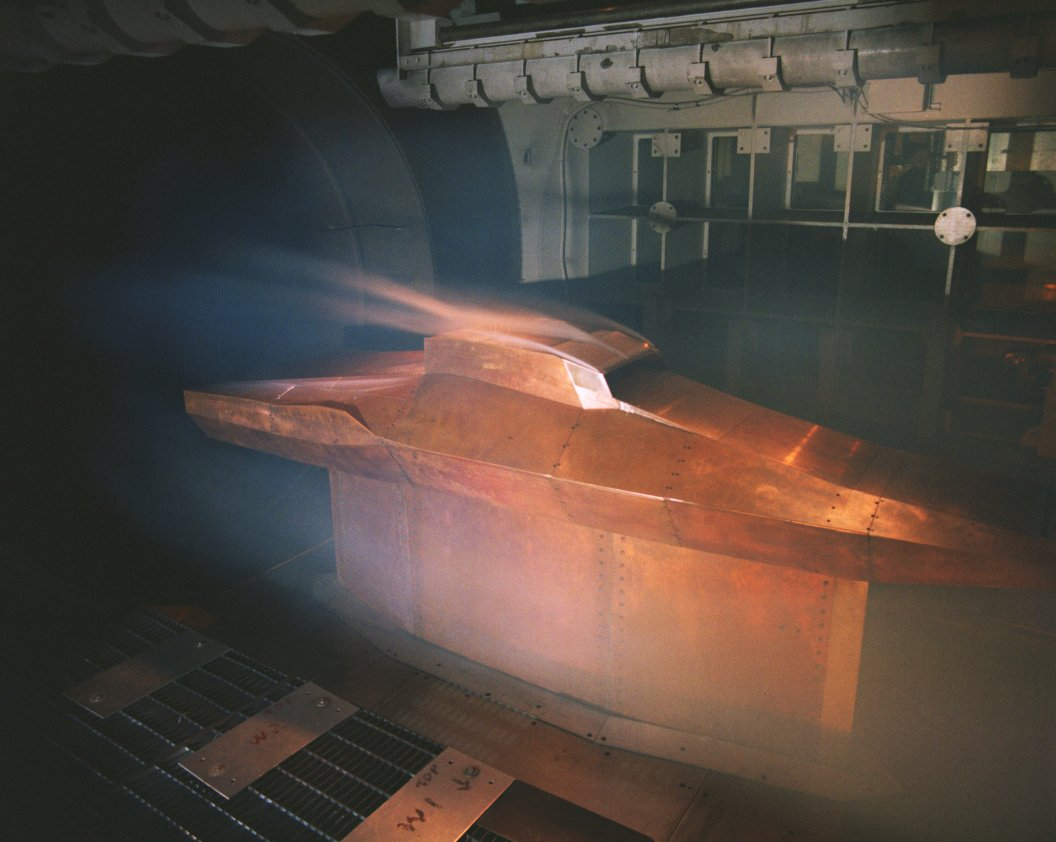
Повномасштабне випробування літака Boeing X-43 в аеродинамічній трубі

Тео́рія поді́бності — це вчення про умови подібності фізичних об'єктів.

## Загальний опис
Теорія подібності спирається на вчення про розмірність фізичних величин і служить науковою основою моделювання, як методу пізнання і дослідження різних об'єктів, в якій основну роль відіграє метод аналогій, тобто схожості об'єктів за деякими ознаками. Фізичні явища, процеси або системи подібні, якщо у подібні моменти часу в подібних точках простору значення змінних величин, що характеризують стан однієї системи, пропорційні відповідним величинам іншої системи. Коефіцієнт пропорційності для кожної з величин називається коефіцієнтом подібності.
Теорія подібності встановлює критерії подібності різноманітних фізичних явищ, що дозволяє за їх допомогою вивчати властивості самих явищ. Явні та неявні функційні зв'язки між критеріями подібності, котрі отримують за допомогою теорії подібності (так звані критеріальні залежності) сприяють розумінню складних фізичних процесів та допомагають інтерпретувати результати як експериментальних досліджень, так і результати розрахунків.
В основі теорії подібності лежать три теореми, які формулюються таким чином:
- І теорема. Якщо фізичні процеси подібні один одному, однойменні безрозмірні критерії подібності цих процесів мають однакову величину.
- ІІ теорема. Рівняння, які описують фізичні процеси, можуть бути представлені у вигляді функціонального зв'язку між критеріями подібності.
- ІІІ теорема. Для того щоб фізичні процеси були подібні один одному, необхідно і достатньо, щоб ці процеси були якісно однакові, а їхні однойменні визначальні критерії — чисельно однакові.

## Методи моделювання фізичних явищ
Вирішення задач прикладних гідрогазодинаміки та термодинаміки аналітичними методами на базі диференціальних рівнянь та методів математичного аналізу не знайшло широкого застосування для практичних цілей через складність явищ, що розглядаються. Необхідність введення різних припущень і обмежень дозволяють використовувати отримані строгі рішення лише для якісної оцінки досліджуваних процесів. Практичні ж результати, зазвичай, досягаються експериментально — методами фізичного моделювання. Побудова моделі того чи іншого процесу також пов'язана з певними труднощами. Це, перш за все, необхідність точного знання фізичної сторони досліджуваного процесу, вміння виділити істотні сторони і фактори, домогтися повної аналогії побудованої моделі з натурним зразком тощо. Тому навіть всебічне знання природи досліджуваного процесу не гарантує абсолютний успіх.
При вирішенні практичних завдань гідро- та термодинаміки користуються обома відомими методами побудови моделей як фізичним, так і математичним моделюванням. При фізичному моделюванні модель, як і натурний об'єкт, мають однакову фізичну природу і відрізняються між собою лише розмірами. При математичному моделюванні модель має інший, ніж натура, фізичний зміст: спільними у них є лише однакові диференціальні рівняння, що описують подібні фізичні процеси, що відбуваються в моделі і натурі.

## Критерій подібності
Критерій подібності — безрозмірнісне число, складене з розмірнісних фізичних величин, що визначає фізичне явище, яке розглядається. Значення критерію подібності не залежить від одиниць вимірювання. Наявність однакового значення критерію подібності для двох фізичних явищ чи систем — необхідна і достатня умова подібності цих систем.

## Принципи фізичної подібності
Фізична модель відрізняється від натури лише розмірами, тобто модель за своїми розмірами найчастіше може бути лише зменшеною копією натури, або вона може (в деяких випадках) перевищувати за своїми розмірами натуру. І в тому і в іншому випадку, для успішного і правильного побудови моделі необхідно, насамперед, знати основні закони подібності. Модель і натура будуть адекватні між собою, якщо при побудові моделі будуть виконані всі основні елементи подібності.
Фізична подібність є узагальненням елементарного поняття геометричної подібності, при якій забезпечується пропорційність відповідних геометричних елементів фігур чи тіл. При фізичній подібності поля відповідних параметрів двох систем подібні у просторі і в часі. Наприклад, при кінематичній подібності існує подібність полів швидкостей для двох систем, що розглядаються; при динамічній подібності реалізується подібність сил або їх полів відповідної фізичної природи (сил тяжіння, сил тиску, сил в'язкості тощо).
Механічна подібність (наприклад, подібність потоків рідин та газів) передбачає наявність геометричної, кінематичної та динамічної подібності. При подібності теплових процесів подібними є відповідні температурні поля і поля теплових потоків. При електродинамічній подібності — поля струмів, навантажень, потужностей, електромагнітних сил. Усі ці наведені види подібності є частковими випадками фізичної подібності.

## Використання
Застосування теорії подібності широке. З розвитком досліджень складних фізичних та фізико-хімічних процесів, що включають механічні, теплові, хімічні явища, розвиваються і методи теорії подібності для цих процесів, наприклад, встановлюються умови подібності процесів тертя та зношування, кінетики фізико-хімічних перетворень, моделювання атмосферних явищ тощо.
Теорія подібності є основою для планування експериментів та обробки їх результатів.
Багато технологічних процесів відбуваються, переважно, внаслідок руху в'язких (стисливих і нестисливих) рідин, а також в результаті явищ теплообміну і дифузії. Гідродинамічна, теплова і дифузійна подібність використовується при моделюванні відповідних процесів. Зокрема, теорія подібності є теоретичною основою відтворення в лабораторних умовах геологічних структур, аналогічних тим, що спостерігаються в природі. Щоб відтворити в лабораторії складку або розрив, необхідно точно змінити (зменшити) їх масштаб як у часі, так і в просторі. Інші в порівнянні з природними умовами тривалість і масштаби явища вимагають використання в експерименті матеріалів з властивостями, що відрізняються від властивостей звичайних гірських порід.

## Приклади чисел подібності
Критерій подібності механічного руху — число Ньютона.
При вивченні пружних деформацій конструкцій під дією зовнішніх сил основними критеріями подібності є коефіцієнт Пуассона для матеріалу конструкції.
У гідрогазодинаміці важливими критеріями подібності є число Рейнольдса, число Маха, число Фруда.
Основними критеріями подібності процесів теплопередачі між рідиною (газом) і твердим тілом, яке з ними контактує, є число Прандтля, число Нуссельта, число Грасгофа.